# Ateísmo débil
El ateísmo débil (conocido también como ateísmo escéptico o ateísmo negativo) es la forma más común del ateísmo.[cita requerida] El ateísmo débil no es una creencia en la inexistencia de Dios, sino un descreimiento. En cambio, el ateísmo fuerte es un término general utilizado para describir a los ateos que aceptan la premisa "Dios no existe" como verdad.
Debido a la flexibilidad del concepto «dios», un ateo débil puede negar rotundamente algunas representaciones o creencias divinas, y en cambio solo descreer en otras.